# Franz Joseph Gall

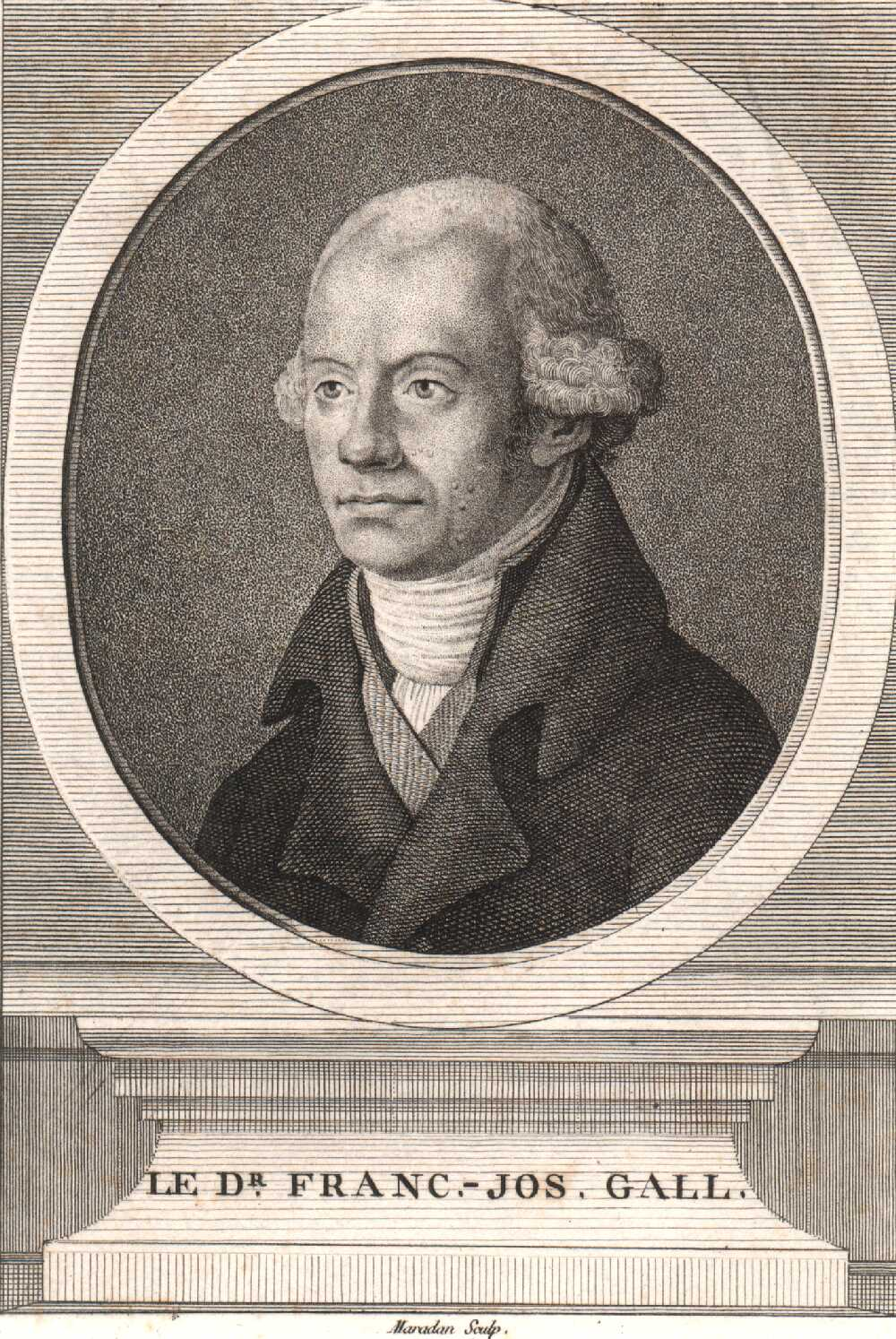
Franz Joseph Gall

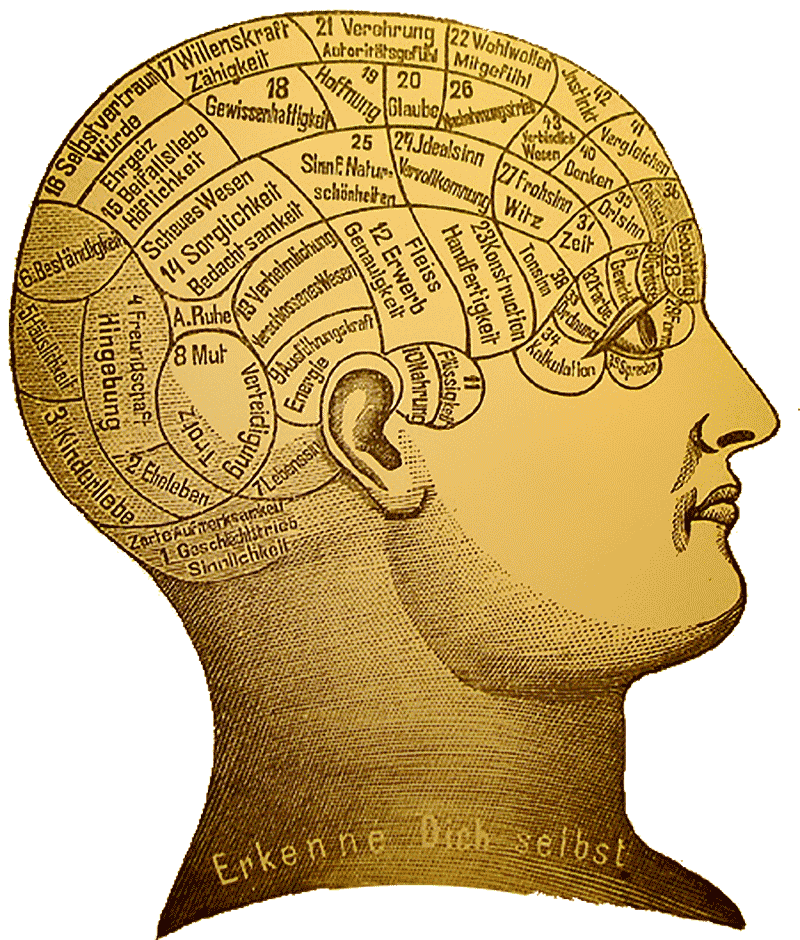
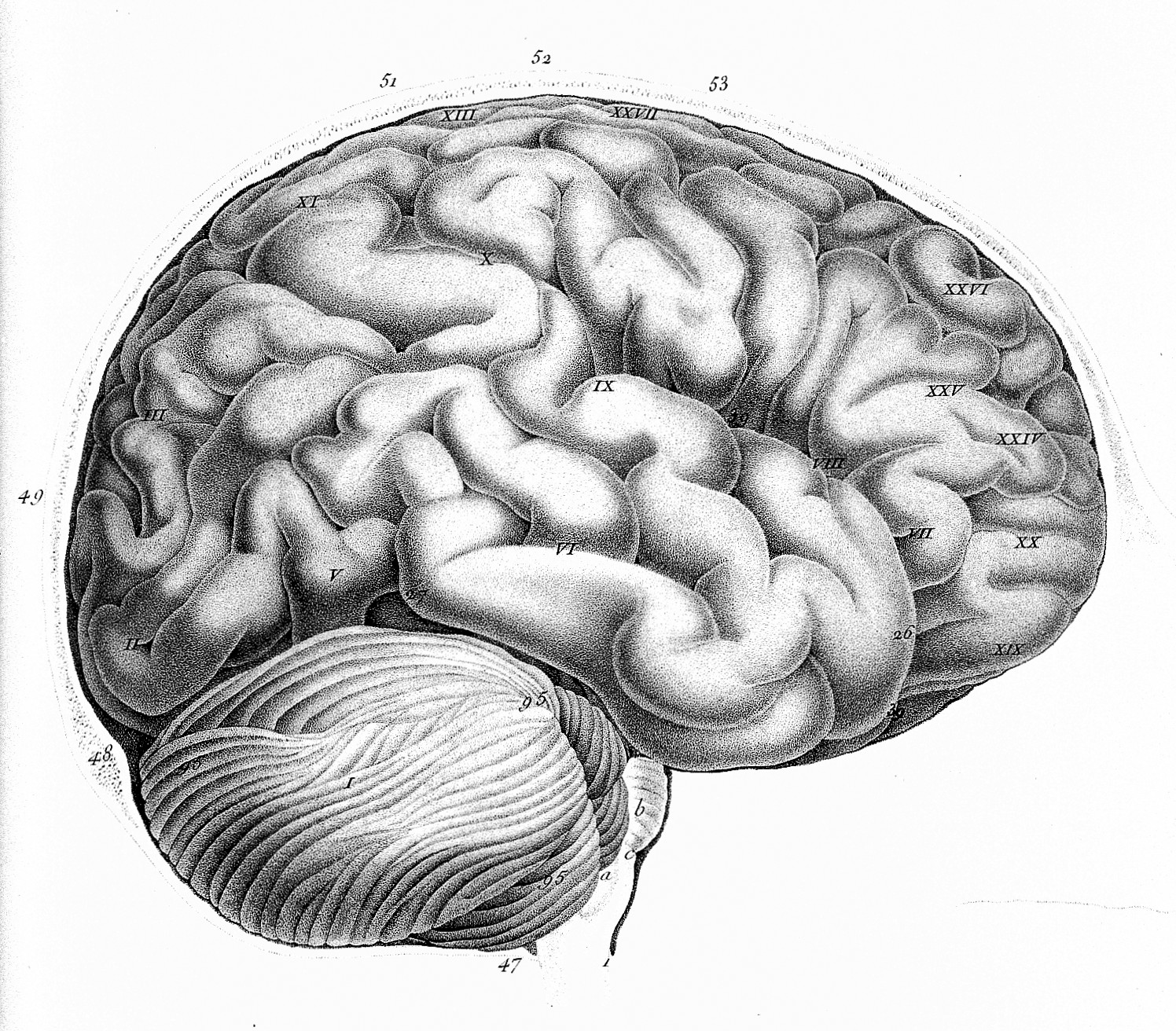
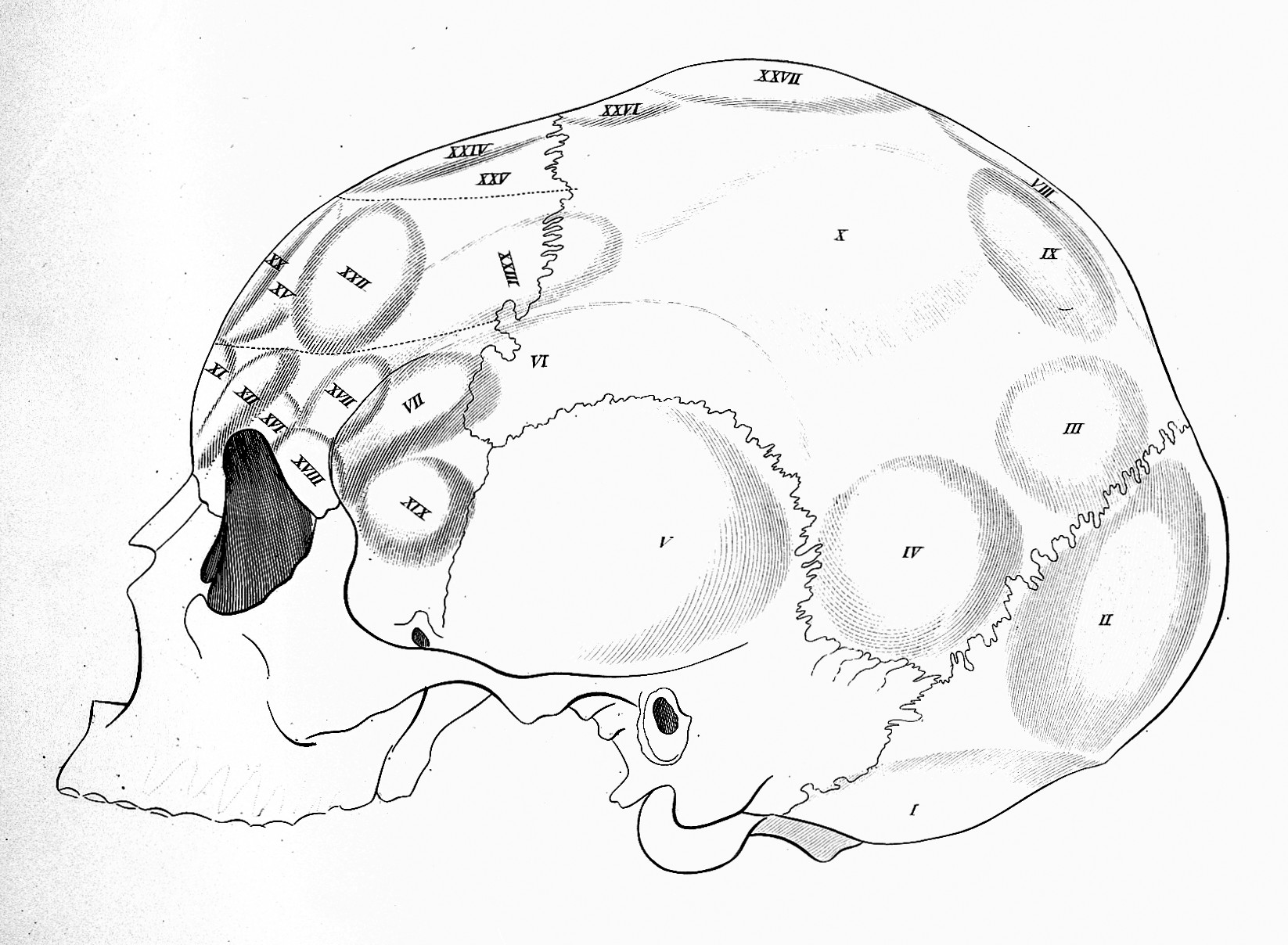

Franz Joseph Gall (ur. 9 marca 1758 w Tiefenbronn koło Pforzheim, zm. 22 sierpnia 1828 w Montrouge) – austriacki neurolog i psycholog.
Był lekarzem w Wiedniu do 1802 roku, następnie przeprowadził się do Paryża. Był twórcą frenologii. Wysunął koncepcję, że poszczególne czynności i części ciała mają na powierzchni mózgu swoje ośrodki, którym odpowiadają różne wyniosłości i zagłębienia czaszki. Tym samym, wygląd czaszki człowieka może stanowić podstawę do określenia cech fizycznych i psychicznych osobnika oraz chorób mózgu.
Poglądy Galla zostały w ogromnej większości przez późniejsza naukę odrzucone, jednak jego badania dały początek nauce o lokalizacji czynności w mózgu.
Frenologiczna mapa mózgu i wybrane ilustracje z książki "Anatomie et Physiologie du Système nerveux" 
(F.J. Gall & J.C. Spurheim, 1810)

## W kulturze popularnej
Nazwisko Josepha Galla pojawia się w Kordianie Słowackiego. W akcie III, scenie VI dramatu Dozorca Szpitala Waryjatów pyta wizytującego placówkę Doktora jakie stosuje metody rozpoznawania chorób psychicznych. Doktor odpowiada, że „macanie głów”. Wówczas Dozorca przytakuje mówiąc: „Rozumiem, to systemat Galla”.
Innym przykładem nawiązania do postaci Galla w kulturze jest kluczowa w prozie noblisty Mario Vargasa Liosy pod tytułem „Wojna końca świata” postać Galileo Galla, nawiązująca bezpośrednio do twórcy teorii nazwiskiem. Szkocki anarchista był frenologiem badającym czaszki obywateli brazylijskich.